# Adèle Romany
Adèle Romany, död 1846, var en fransk konstnär. 
Hon är främst känd för sina miniatyrporträtt av samtida artister. 